# Anthurium miaziense
Anthurium miaziense är en kallaväxtart som beskrevs av Thomas Bernard Croat. Anthurium miaziense ingår i släktet Anthurium och familjen kallaväxter. Inga underarter finns listade.